# Villa Combi
Villa Combi è una villa veneta di Salzano. Attualmente rappresenta la casa canonica della parrocchia del paese.

## Storia
Del palazzo non si hanno riferimenti storici precisi, ma sappiamo che la famiglia Combi, sua prima proprietaria, è citata nei registri della parrocchia di Salzano sin dal 1717. Nel 1850 venne acquistata da Tommaso Concina che provvedette a restaurarle. Nel 1887, demolita la vecchia canonica e abbattuto il muro di cinta della villa per la realizzazione dell'attuale piazzale, divenne la nuova residenza dell'arciprete di Salzano. Passano quasi 70 anni prima che si renda necessario un intervento manutentivo di notevoli dimensioni.  Il restauro compiuto tra il 1967 e il 1973 prende il via da un lungo carteggio scambiato tra mons. Luigi Mario Facchinello, amministratore legale di Villa Combi, la Soprintendenza ai Monumenti di venezia e l'Ente per le Ville Venete. A distanza di 40 anni, fra il 2012 e il 2013, si è prospettata la necessità di un nuovo intervento per la salvaguardia della storica Villa Combi, inaugurato domenica 23 agosto 2015 dal vescovo di Treviso, mons. Gianfranco Agostino Gardin.

## Descrizione

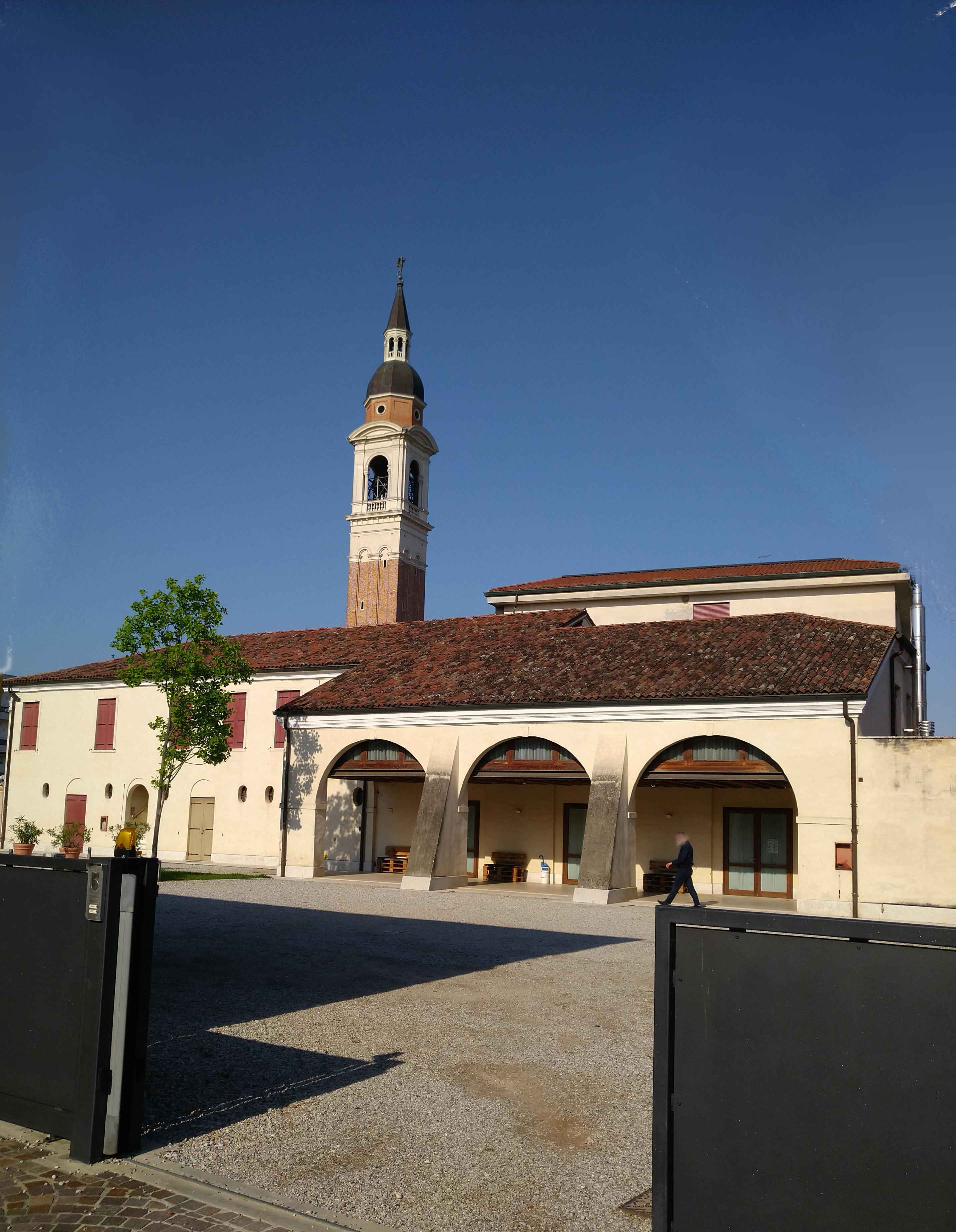
barchessa

Il complesso di villa Combi si articola nella casa padronale, in una barchessa (perpendicolare a est) e in una serie di annessi.
Per quanto riguarda la villa, non è noto il nome dell'architetto che l'ha progettata e quello di colui che l'ha ristrutturata nel XVIII secolo, facendole assumere l'aspetto odierno. È certo, invece, che si tratta di una tipica casa veneziana costituita da un corpo principale (al quale sono unite due ali ai lati) a pianta rettangolare, sviluppata su tre piani con sopraelevazione centrale. La distribuzione delle finestre è dettata dalla pianta dei piani tipica della tradizione veneta, con sala centrale passante, dalla quale si accede alle stanze del piano e alla scala che conduce agli altri livelli dell'edificio.
Le strutture verticali dell'edificio sono in mattoni laterizi, copertura e solai in legno, tetto in coppi.
La villa presenta al primo piano e nei pianerottoli pavimenti originali in battuto alla veneta, il pavimento in cotto del secondo piano invece è stato ricoperto. Le porte interne sono quelle del tempo.

## Pubblicazioni
In occasione dell'ultimo restauro, nel 2016 Comunità Nostra ha pubblicato un libro dedicato alla villa dal nome "Villa Combi, la casa canonica rinnovata per la comunità". È possibile reperire il libro presso l'ufficio parrocchiale della parrocchia ubicato al primo piano della villa. 